# Coteaux de la vallée de l'Automne
Coteaux de la vallée de l'Automne este o arie protejată (sit de importanță comunitară — SCI) din Franța întinsă pe o suprafață de 625 ha, integral pe uscat.

## Localizare
Centrul sitului Coteaux de la vallée de l'Automne este situat la coordonatele 49°17′49″N 2°50′25″E / 49.29694°N 2.84028°E.

## Înființare
Situl Coteaux de la vallée de l'Automne a fost declarat arie specială de conservare în baza directivei 92/43 din 1992 referitoare la conservarea habitatelor naturale și a faunei și florei sălbatice pentru a proteja 8 specii de animale.

## Biodiversitate
Situată în ecoregiunea atlantică, aria protejată conține 11 habitate naturale: Formațiuni de Juniperus communis pe lande sau pajiști calcaroase, Pajiști uscate seminaturale și facies de acoperire cu tufișuri pe substraturi calcaroase (Festuco-Brometalia) (* situri importante pentru orhidee), Păduri pe pante, grohotișuri și ravene de Tilio-Acerion, Păduri aluvionare cu Alnus glutinosa și Fraxinus excelsior (Alno-Padion, Alnion incanae, Salicion albae), Păduri de fag Asperulo-Fagetum, Fânețe de joasă altitudine (Alopecurus pratensis, Sanguisorba officinalis), Pajiști carstice calcaroase sau bazofile, de Alysso-Sedion albi, Lacuri eutrofice naturale cu vegetație de tip Magnopotamion sau Hydrocharition, Mlaștini alcaline, Liziere de ierburi înalte hidrofile de câmpie și de nivel montan până la alpin, Păduri de stejar sau de stejar și carpen sub-atlantice și medio-europene de Carpinion betuli.
La baza desemnării sitului se află mai multe specii protejate:
- mamifere (5): liliac cu urechi mari (Myotis bechsteinii), liliac cărămiziu (Myotis emarginatus), liliac comun (Myotis myotis), liliacul mare cu potcoavă (Rhinolophus ferrumequinum), liliacul mic cu potcoavă (Rhinolophus hipposideros)
- nevertebrate (3): Euplagia quadripunctaria, rădașcă (Lucanus cervus), Vertigo moulinsiana

Pe lângă speciile protejate, pe teritoriul sitului au mai fost identificate 40 de specii de plante, 1 specie de păsări, 1 specie de mamifere, 1 specie de nevertebrate, 2 specii de reptile.